# Planinica (miasto Zaječar)
Planinica (cyr. Планиница) – wieś w Serbii, w okręgu zajeczarskim, w mieście Zaječar. W 2011 roku liczyła 205 mieszkańców.